# Pseudoplatystoma corruscans
Pseudoplatystoma corruscans är en fiskart som först beskrevs av Johann Baptist von Spix och Agassiz 1829.  Pseudoplatystoma corruscans ingår i släktet Pseudoplatystoma och familjen Pimelodidae. Inga underarter finns listade i Catalogue of Life.